# تاب معنا
تاب معنایی تئوری یک روش برای رمزگذاری معنا در متون زبان طبیعی در یک نمایش دودویی توصیف می کند. این رویکرد یک چارچوب برای مدل سازی اینکه زبان داده چگونه توسط نئوکورتکس پردازش شده فراهم می کند.